# 성적 분업
성적 분업(性的分業, 영어: sexual division of labour, SDL)은 남성과 여성 간에 서로 다른 작업을 하도록 하는 것이다. 수렵채집사회에서 남성과 여성은 서로 다른 유형의 음식을 목표로 하고 서로 공유한다. 어떤 종에서는 수컷과 암컷이 다른 음식을 먹는 반면, 어떤 종에서는 수컷과 암컷이 일상적으로 음식을 공유한다. 인간에게는 이러한 두 속성이 섞여 있다. 수렵채집 인구는 성적 분업의 기원을 설명하는 데 도움이 될 수 있는 진화적 모형의 역할을 한다. 수렵채집 인구에 대해 연구가 수행되었다.

## 행동 생태학적 관점

### 남자 사냥꾼 vs 여자 채집인
남성과 여성은 자녀를 위해 투자할 수 있다. 생활사 이론에 따르면 남성과 여성은 생식 적합성을 극대화하기 위해 대안의 비용과 이점을 계산한다. 암컷은 어떤 자손이 자신의 것인지 확신하고 상대적으로 적은 비용과 위험을 수반하는 번식 기회가 상대적으로 적기 때문에 부모의 노력으로부터 가장 많은 이익을 얻을 가능성이 높다. 수컷은 친자 관계에 대해 덜 확신하지만 상대적으로 낮은 비용과 위험을 수반하는 더 많은 짝짓기 기회를 가질 수 있었다. 모든 수렵채집인구가 암컷을 채집으로, 수컷을 수렵으로 지정하지는 않지만, 대부분의 인구의 규범은 이러한 방식으로 노동의 역할을 나눈다. 여성은 신뢰할 수 있는 칼로리 섭취원을 제공하므로 남성은 동물을 사냥하여 실패할 위험이 더 높다.
스티븐 쿤이 수행한 고고학 연구에 따르면, 성적 분업은 구석기 시대 이전에는 존재하지 않았으며 비교적 최근에 발달했다. 인간이 식량과 기타 자원을 보다 효율적으로 획득할 수 있도록 하기 위해 성적 분업이 생겨났을 수 있다.

## 같이 보기
- 분업화
- 수렵채집사회
- 진화
- 적응
- 자연선택
- 성 역할